# Piłka siatkowa na Letnich Igrzyskach Olimpijskich 2004

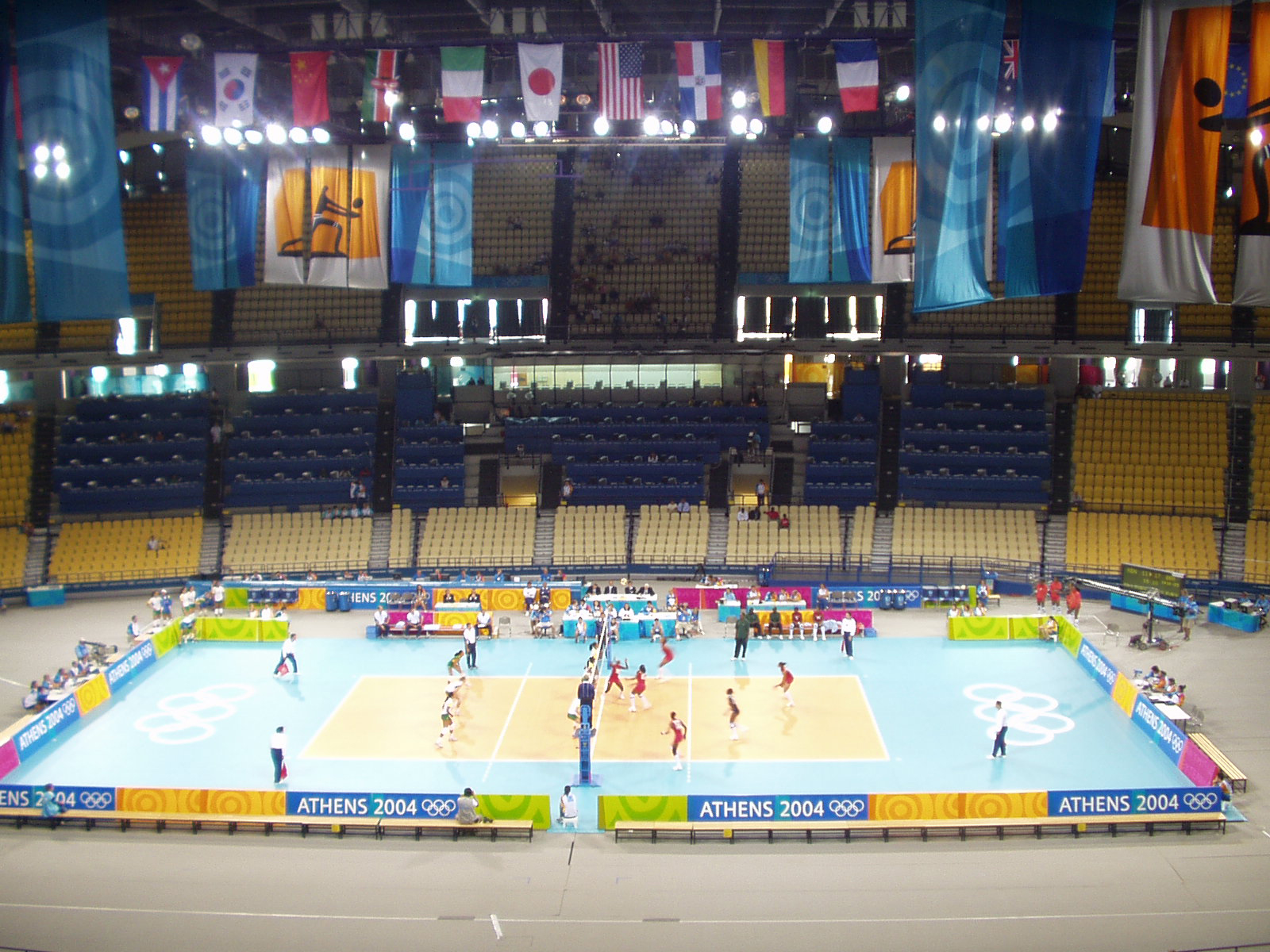
Stadion Pokoju i Przyjaźni - obiekt, w którym rywalizowały siatkarki i siatkarze w turnieju siatkówki halowej w 2004 roku

Turniej olimpijski w piłce siatkowej rozegrany podczas XXVIII Letnich Igrzysk Olimpijskich w Atenach był jedenastym w historii igrzysk olimpijskich zmaganiem w halowej odmianie tej dyscypliny sportu i trzecim w wersji plażowej. Rywalizacja toczyła się zarówno u kobiet, jak i u mężczyzn, a przystąpiło do niej po 12 zespołów halowych (męskich i żeńskich) oraz po 24 pary plażowe (męskie i żeńskie). Wszystkie cztery turnieje zostały przeprowadzone systemem kołowym oraz systemem pucharowym. Arenami zmagań były Stadio Eirinis kai Filias oraz Olimpiako Kentro Mpis Wolei, obie położone w Olimpiako Sygkrotima Faliro.

## Medaliści
| Konkurencja                | 1. miejsce | 2. miejsce | 3.miejsce |
| Halowa mężczyzn szczegóły  | Brazylia Giovane Gávio André Heller Maurício Lima Gilberto de Godoy Filho André Nascimento Sérgio Dutra Santos Anderson Rodrigues Nalbert Bitencourt Gustavo Endres Rodrigo Santana Ricardo Garcia Dante Amaral | Włochy Luigi Mastrangelo Valerio Vermiglio Samuele Papi Andrea Sartoretti Alberto Cisolla Ventzislav Simeonov Damiano Pippi Andrea Giani Alessandro Fei Paolo Tofoli Paolo Cozzi Matej Černič                                  | Rosja Stanisław Diniejkin Siergiej Baranow Pawieł Abramow Aleksiej Kazakow Siergiej Tietiuchin Wadim Chamutckich Aleksandr Kosariew Konstantin Uszakow Taras Chtiej Andriej Jegorczew Aleksiej Wierbow Aleksiej Kuleszow             |
| Halowa kobiet szczegóły    | Chiny Chen Jing Feng Kun Li Shan Liu Yanan Song Nina Wang Lina Yang Hao Zhang Na Zhang Ping Zhang Yuehong Zhao Ruirui Zhou Suhong                                                                               | Rosja Jewgienija Estes Lubow Szaszkowa Olga Chrżanowska Jekatierina Gamowa Aleksandra Korukowiec Olga Nikołajewa Jelena Zarubina Natalja Safronowa Marina Babieszyna Irina Tiebienichina Jelizawieta Tiszczenko Jelena Tiurina | Kuba Zoila Barros Fernández Rosir Calderón Díaz Nancy Carrillo Ana Ivis Fernández Valle Mayvelis Martínez Adlum Liana Mesa Luaces Anniara Muñoz Yaima Ortíz Charro Daimí Ramírez Echevarría Yumilka Ruíz Martha Sánchez Dulce Téllez |
| Plażowa mężczyzn szczegóły | Brazylia · Ricardo Santos · Emanuel Rego | Hiszpania · Javier Bosma · Pablo Herrera | Szwajcaria · Stefan Kobel · Patrick Heuscher |
| Plażowa kobiet szczegóły   | Stany Zjednoczone · Kerri Walsh · Misty May | Brazylia · Shelda Bede · Adriana Behar | Stany Zjednoczone · Holly McPeak · Elaine Youngs |

## Tabela medalowa
| Miejsce | Państwo           | złoto | srebro | brąz | Razem |
| ------- | ----------------- | ----- | ------ | ---- | ----- |
| 1.      | Brazylia          | 2     | 1      | 0    | 3     |
| 2.      | Stany Zjednoczone | 1     | 0      | 1    | 2     |
| 3.      | Chiny             | 1     | 0      | 0    | 1     |
| 4.      | Rosja             | 0     | 1      | 1    | 2     |
| 5.      | Włochy            | 0     | 1      | 0    | 1     |
| 5.      | Hiszpania         | 0     | 1      | 0    | 1     |
| 7.      | Kuba              | 0     | 0      | 1    | 1     |
| 7.      | Szwajcaria        | 0     | 0      | 1    | 1     |